# Krieger von Capestrano

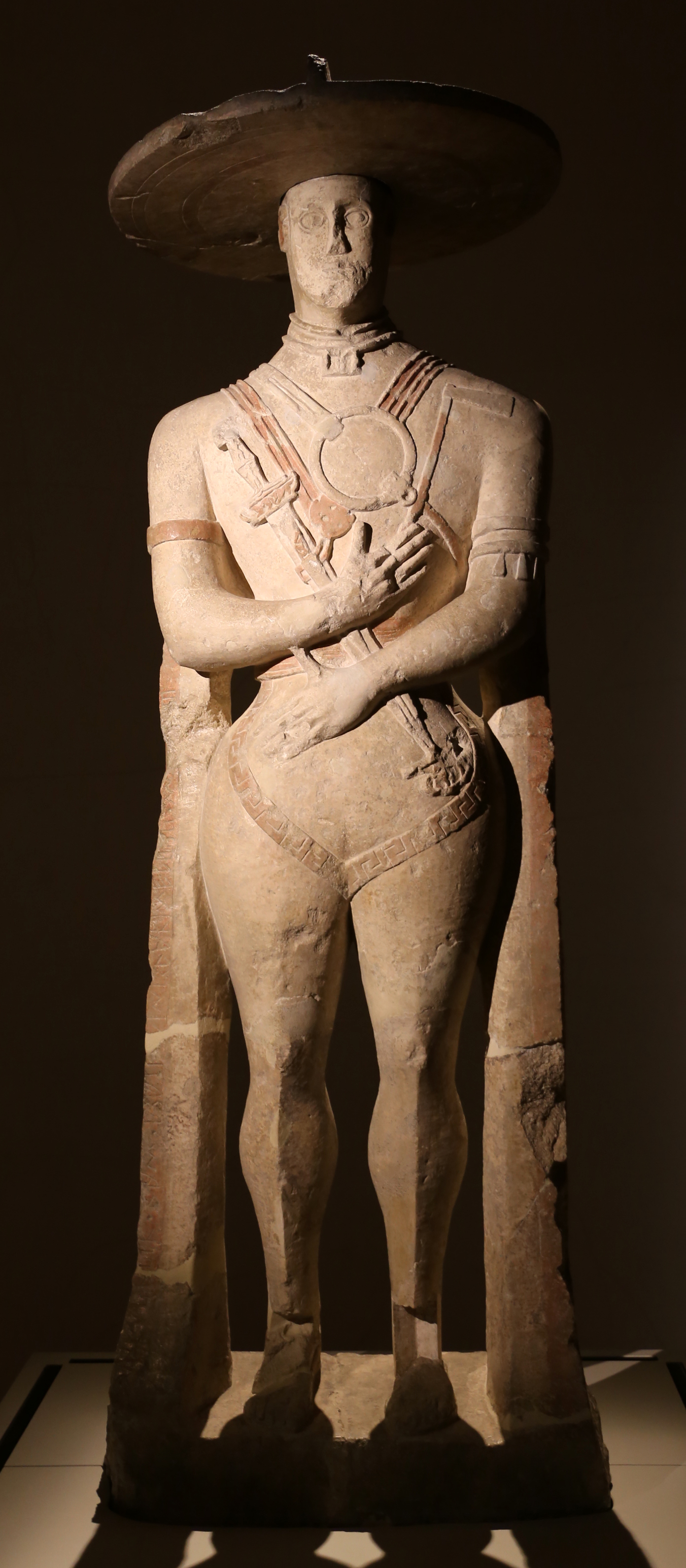
Der Krieger von Capestrano, Museo Archeologico Nazionale d'Abruzzo, 2017

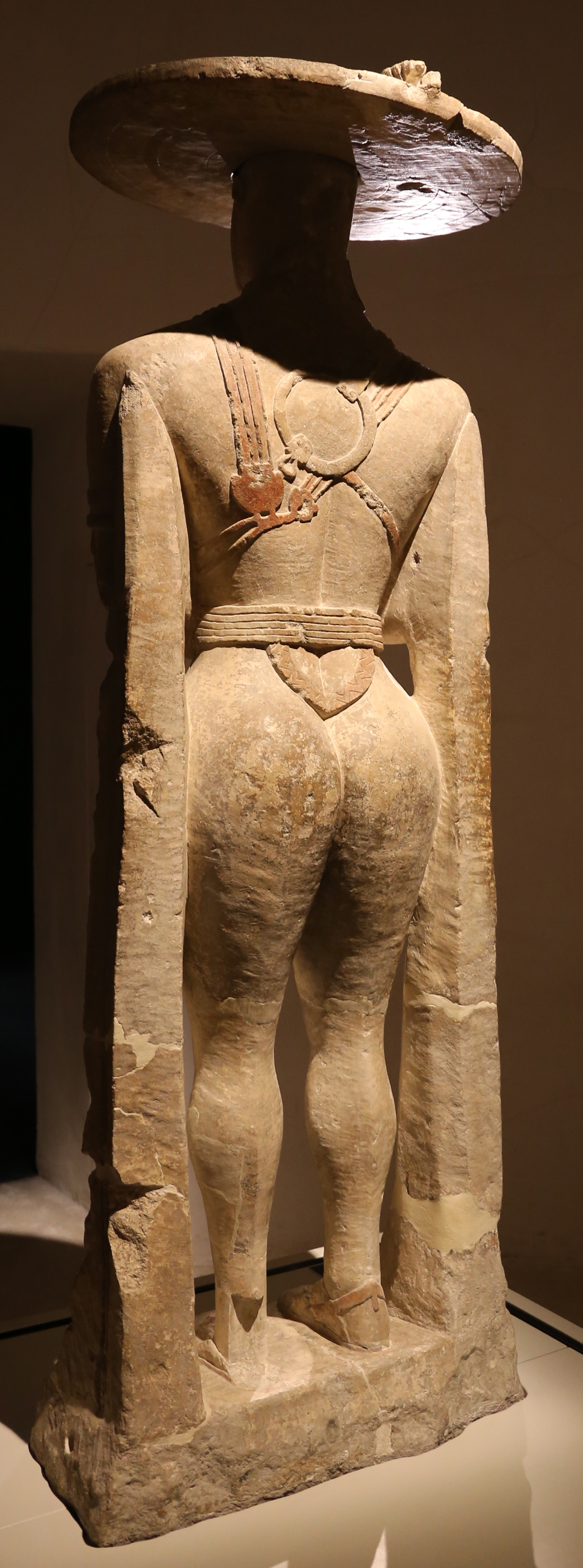
Rückansicht

Als Krieger von Capestrano wird eine Statue wohl des 6. Jahrhunderts v. Chr. aus Kalkstein bezeichnet, die 1934 bei Capestrano in den Abruzzen entdeckt wurde und die sich im Museo archeologico nazionale d’Abruzzo von Chieti befindet.
Die wohl als Grabschmuck dienende Statue ist ohne Plinthe 1,94 m, mit Plinthe 2,09 m hoch und stellt einen bewaffneten Picener, in jedem Falle entdeckt auf dem Gebiet der Vestiner, oder einen Sabiner dar, der einen breitkrempigen Hut sowie einen annähernd kreisrunden Kardiophylax, einen Brustschutz für den Bereich des Herzens, trägt. Darüber hinaus trägt er ein Kurzschwert, einen Dolch und eine Axt, schließlich deckt eine schürzenartige mitra seinen Rücken. Zudem ist er mit einem breiten Gürtel, einer Halskette sowie Armreifen und zwei Lanzen ausgestattet. Farbreste weisen auf eine rötliche Bemalung hin. Im Museo archeologico nazionale d’Abruzzo in der Villa Frigerj von Chieti wurde die Statue 2011 in einem eigenen Saal aufgestellt.
Eine südpicenische Inschrift auf einer rechts neben dem Krieger befindlichen Säule oder Lanze lautet: makupri koram opsut ani<ni>s rakinelis pomp(une)i, sinngemäß: „Aninis ließ überaus gut diese Statue für Rakinewis anfertigen, den Pomp[onier]“, oder auch: „Annius Rakinelius fertigte (diese) Statue für Pompo.“ Gesichert ist die Übersetzung allerdings nur hinsichtlich der Kernaussage, dass ein Annius diese Statue fertigte. Ob es sich bei Pomp um einen Namen oder eine Herkunftsbezeichnung handelt, also eher „der Pomponier“ übersetzt werden müsste, ist unklar. Auch die Frage, ob makupri das Adverb „gut“ meint, ist offen. Der römische Archäologe Adriano La Regina übersetzte sinngemäß: „welch schönes Abbild fertigte Aninis für den König Nevio Pomuledio.“ Ob die Statue den König darstellt – womit überhaupt ein Königtum durch die Bezeichnung „raki“ (röm. rex) nachgewiesen wäre – oder ob diese für den König angefertigt wurde, lässt sich nicht mehr klären. Folgt man dem Philologen Alberto Calderini (2007), so ließ Aninis die Statue anfertigen, der Dargestellte wäre dementsprechend der König. In der Zeitschrift National Geographic wurde die Frage aufgeworfen, ob es sich bei dem König um den mythischen König Numa Pompilius der römischen Frühzeit handelt und ob er damit nicht eher ein Sabiner war. Diese Frage wurde auch in der allgemeinen Presse, etwa im Corriere della Sera, diskutiert.
Entdeckt wurde die Statue von Michele Castagna im September 1934 in seinem Weinberg. Er benachrichtigte die Soprintendenza alle Antichità in Rom, die das Werk aus dem Haus Castagnas abholen ließ und ins römische Nationalmuseum brachte. Unter Leitung von Giuseppe Moretti wurde dann auch die Fundstätte archäologisch untersucht. Dabei entdeckte er mit seinem Team eine Nekropole des 7. bis 5. Jahrhunderts v. Chr. unweit der antiken Stadt Aufinum, zudem wurde eine weibliche Statue gefunden, die Dame von Capestrano. Anfang des 21. Jahrhunderts folgten weitere Grabungen, die etwa hundert Gräber zu Tage förderten und 50 archäologische Artefakte. Da in der frühetruskischen Zeit Materialien von eher geringer Haltbarkeit bevorzugt verarbeitet wurden, sind Funde überaus rar, erst recht von dieser hohen Qualität und guten Erhaltung.
Stilistisch ist die Statue in eine Reihe vergleichbarer Funde Italiens und der keltischen Kunst nördlich der Alpen zu stellen. So weisen bei abweichender Qualität der Ausführung Statue B aus der etruskischen Nekropole der Casa nocera in Casale Marittimo und der Krieger von Hirschlanden kompositorische und stilistische Gemeinsamkeiten mit dem Krieger von Capestrano auf. Letztlich stehen auch so weit entfernte Funde wie der Keltenfürst vom Glauberg in dieser Tradition und Kunstauffassung.

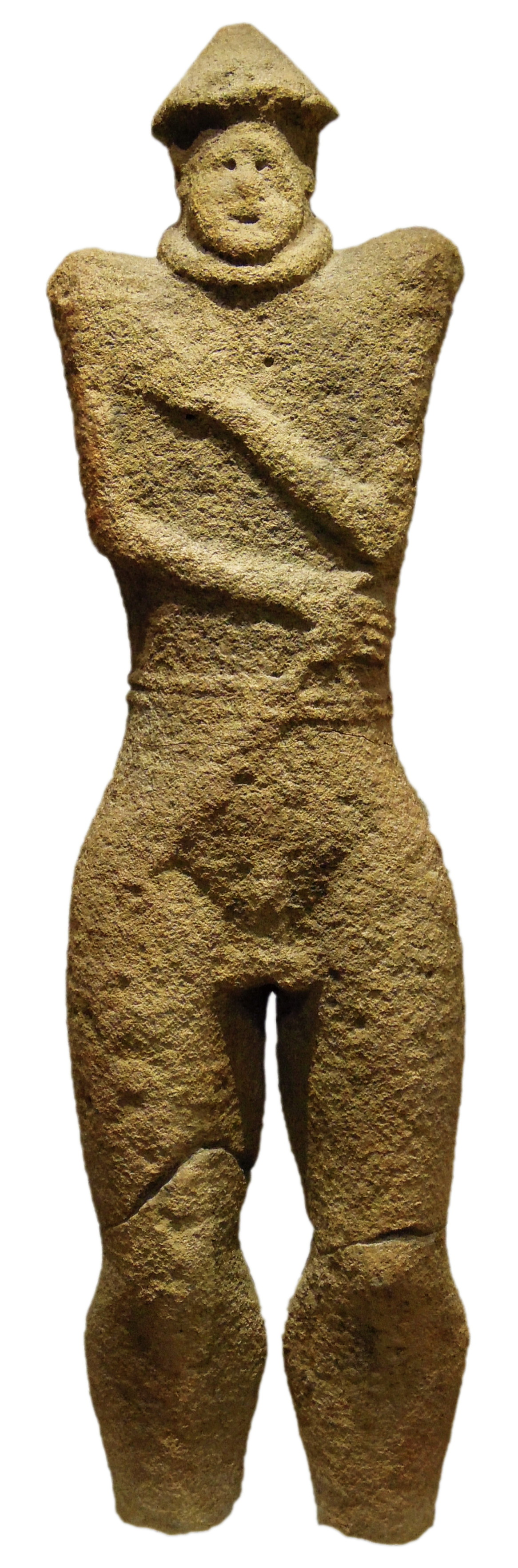
Krieger von Hirschlanden, wohl 6. Jahrhundert v. Chr.
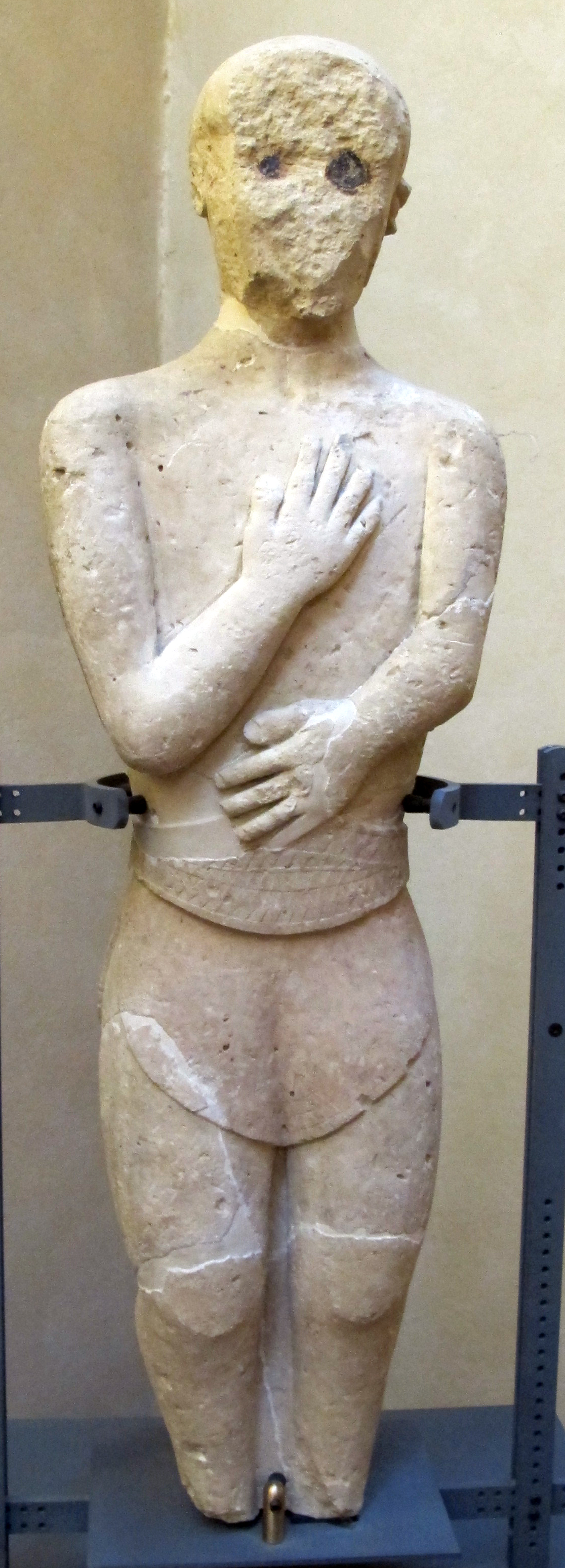
Statue B aus Casale Marittimo, um 600 v. Chr.
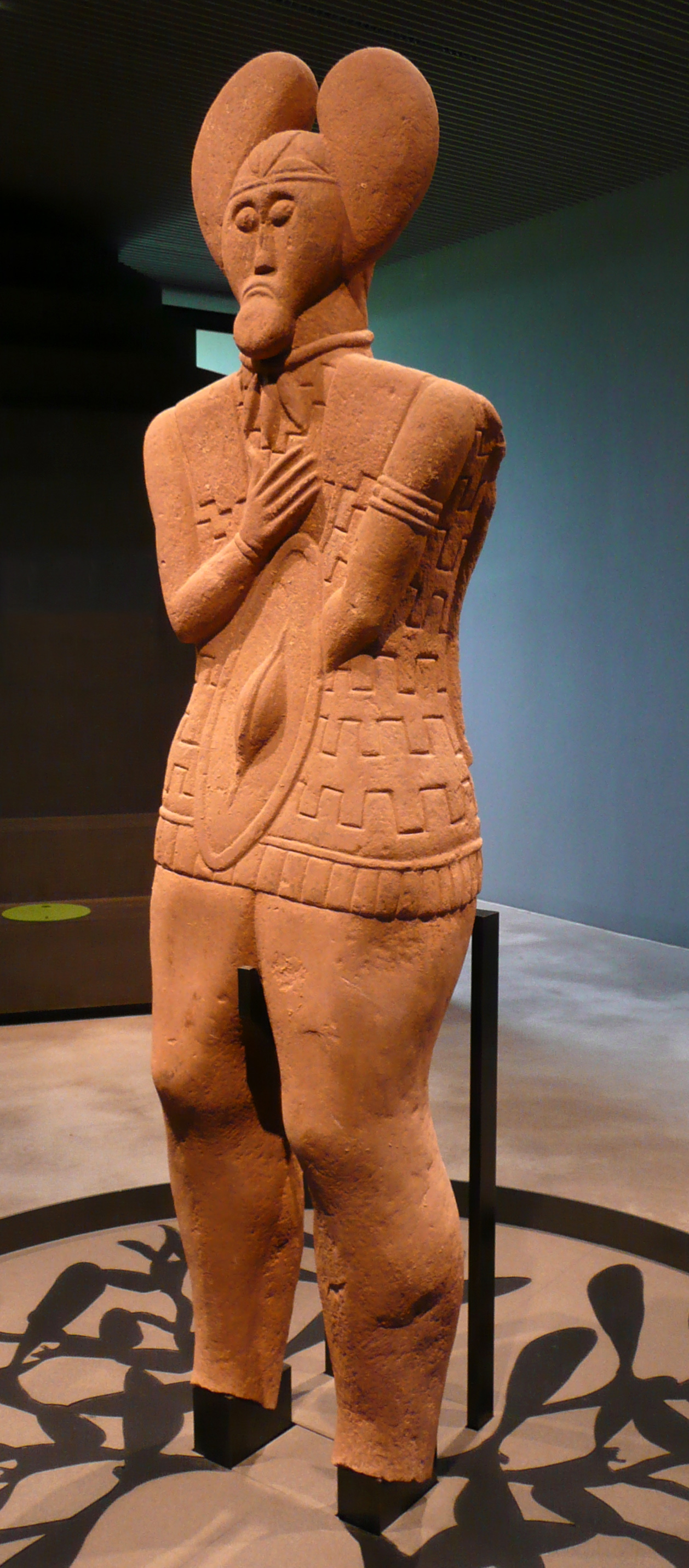
Keltenfürst vom Glauberg, um 500 v. Chr.

Seit geraumer Zeit bestreitet der Regisseur Alessio Consorte die Echtheit des „Kriegers“. Er drehte die Dokumentation Il Guerriero mi pare strano, die zu dem Ergebnis kommt, dass es sich um eine Fälschung aus der faschistischen Zeit handelt. Demnach diente die Fälschung 1934 dazu, eine Auszeichnung nebst einem Preisgeld zu gewinnen.